# کی‌یر
- جیمز کی‌یر
- اودو کی‌یر، هنرپیشه اهل آلمان
- لیدی میس کیئر
- کی‌یر گیلکریست
- کی‌یر مایتلند
- کی‌یر دوله
- کی‌یر فارد
- سالوا کیر مایاردیت، رئیس‌جمهور سودان
- فلیکس کیر
- کیر بولیچف
- کیرا نایتلی